# Рябов, Гелий Трофимович
Ге́лий Трофи́мович Ря́бов (1 февраля 1932 — 13 октября 2015) — советский и российский писатель, кинорежиссёр, сценарист. Один из первооткрывателей места сокрытия останков царской семьи.

## Биография
Родился в рабоче-крестьянской семье в Ленинграде. Отец — Рябов Трофим Алексеевич (1900—1943), мать — Доба Аркадьевна (1904—1966). 
В юности выбрал профессию юриста, потому что свято верил: нужно соблюдать социалистическую законность.
В 1954 году окончил Московский юридический институт, работал следователем, впоследствии был внештатным консультантом министра внутренних дел СССР. 
В кино в качестве сценариста он участвовал в создании известных кино- и телефильмов — биографических картин «Казнены на рассвете» (1964) и «Таинственный монах» (1967), военной ленты «Один из нас» (1970), детективов «Кража» (1970) и «Фаворит» (1976). Большую популярность у зрителей завоевали телесериалы «Рождённая революцией» (1977) — о советской милиции и «Государственная граница» (1980) — о пограничных войсках.
В конце 1970-ых совместно с А. Нагорным Гелий Рябов написал сценарий фильма «Личное поручение». 
В 1981 году на основе этого сценария авторы опубликовали повесть «Я из контрразведки». 
В конце 1970-х годов и в период перестройки он был одним из тех, кто начал вновь расследование обстоятельств расстрела в 1918 году семьи последнего императора из дома Романовых и поиски её захоронения. Именно Рябов, совместно с геологом Александром Авдониным обнаружили их в 1979 году.
В 1993 году по собственному сценарию Гелий Рябов поставил историческую драму «Конь белый». 
Скончался в Москве 13 октября 2015 года, похоронен на Введенском кладбище (3 уч.).

## Фильмография

### Сценарист
- 1964 — «Казнены на рассвете…» (Исторический/Биографический)
- 1968 — «Таинственный монах» (Исторический/Биографический)
- 1970 — «Один из нас» (Военный)
- 1970 — «Кража» (Психологический детектив)
- 1972 — «Тайник у Красных камней» (Приключения)
- 1974 — «Рождённая революцией. Серии 1, 2: Трудная осень. Нападение» (Приключения)
- 1976 — «Фаворит» (Детектив)
- 1979 — «Эмиссар заграничного центра»[8] (под псевдонимом Р. Гребенской)
- 1980 — «Государственная граница. Мы наш, мы новый…» (Историко-приключенческий)
- 1980 — «Государственная граница. Мирное лето 21-го года» (Историко-приключенческий)
- 1982 — «Государственная граница. Восточный рубеж» (Историко-приключенческий)
- 1984 — «Государственная граница. Красный песок» (Историко-приключенческий)

### Режиссёр
- 1993 — «Конь белый» (Сериал)

## Награды и премии
- Заслуженный работник МВД СССР[9]
- Государственная премия СССР (1978) — за сценарий телесериала «Рождённая революцией».

## Семья

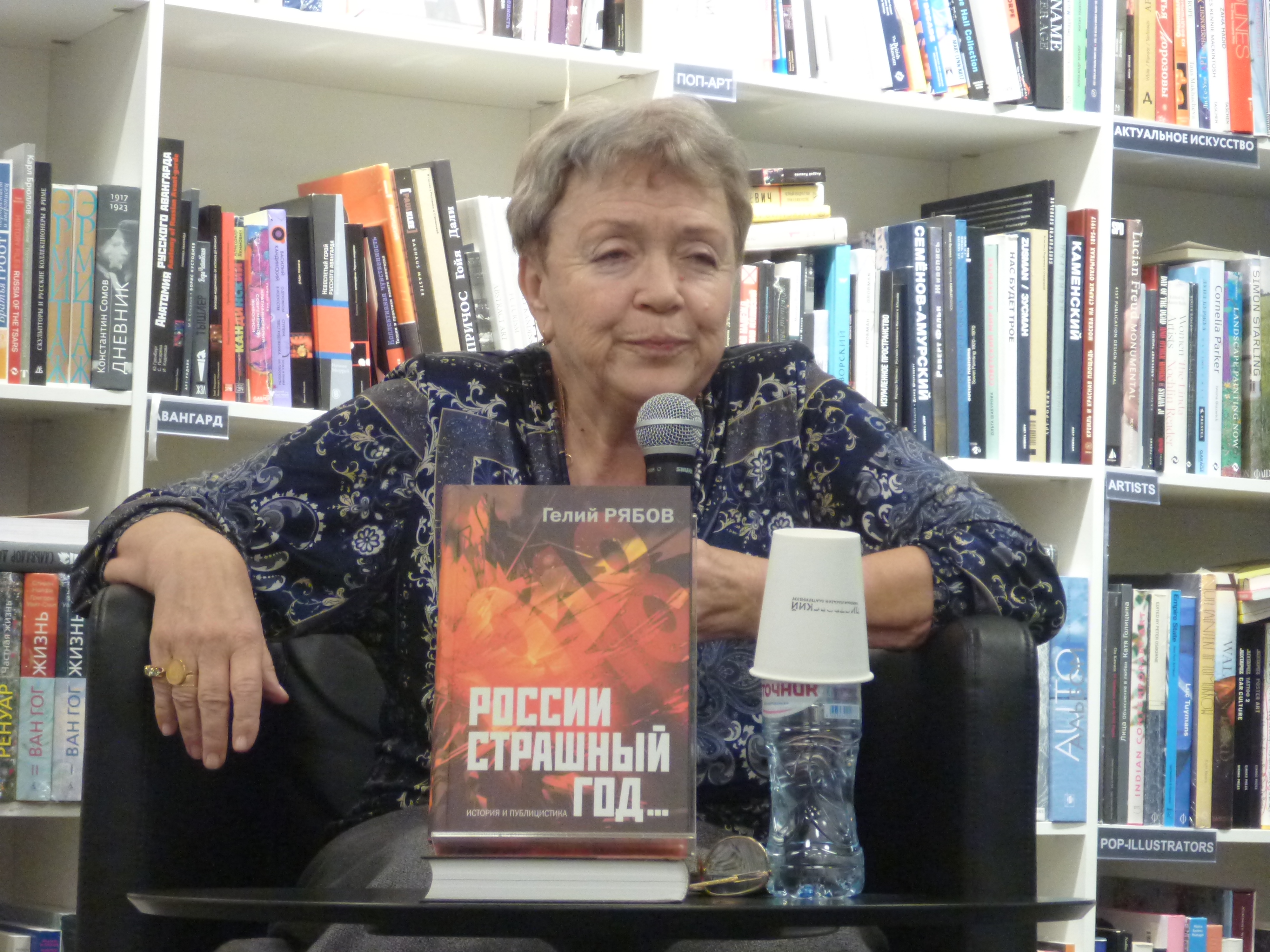
Вдова Гелия Рябова Ольга представляет книгу о нём. Ельцин-центр, 2019 год

- первая жена - Маргарита Васильевна
- дочь - Валерия Гелиевна[10]
- вторая жена - Ольга Рябова